# Gordon West
Gordon West (South Yorkshire, 24 de abril de 1943 - 10 de junho de 2012) foi um futebolista inglês, que atuava como goleiro.

## Carreira
Gordon West fez parte da Seleção Inglesa de Futebol que disputou a Eurocopa de 1968.

## Ligações Externas
- Perfil em FIFA.com (em inglês)